# H. C. Stülcken Sohn
H. C. Stülcken Sohn (aussi connue sous le nom de Stülcken-Werft) est une entreprise de construction navale allemande fondée en 1846 par Heinrich Christoph Stülcken et basée à Hambourg.

## Histoire
Durant la Première Guerre mondiale, l'entreprise construit un unique Uboot pour la Kaiserliche Marine, le U-157, qui, sous les ordres du commandant Max Valentiner, entreprend la plus longue croisière de la guerre, d'une durée de 139 jours.
Durant la Seconde Guerre mondiale, l'entreprise met à l'eau 24 Uboot type VIIC pour la Kriegsmarine, utilisant en particulier des pensionnaires du camp de concentration de Neuengamme.
Après la guerre, l'entreprise construit plusieurs navires pour la Bundesmarine avant d'être absorbée par Blohm + Voss en 1966.